# Forme quadratique binaire
En mathématiques, une forme quadratique binaire est une forme quadratique — c'est-à-dire un polynôme homogène de degré 2 — en deux variables :
Les propriétés d'une telle forme dépendent de façon essentielle de la nature des coefficients a, b, c, qui peuvent être par exemple des nombres réels ou rationnels ou, ce qui rend l'étude plus délicate, entiers.

## Histoire
Fermat considérait déjà des formes quadratiques binaires entières, en particulier pour son théorème des deux carrés. La résolution d'autres équations diophantiennes comme celle de Pell-Fermat fait aussi partie de leur théorie, dont l'étude systématique a été entreprise par Lagrange en 1773 et 1775 et poursuivie en 1801 par Gauss, après des contributions de Legendre. Gauss étudia comme Lagrange les questions d'équivalence et de réduction, et introduisit la composition des formes quadratiques binaires. Ces recherches de Gauss ont fortement influencé à la fois la théorie arithmétique des formes quadratiques en plus de deux variables et le développement de la théorie algébrique des nombres, où l'étude des corps quadratiques est étendue à celle des corps de nombres.

## Formes entières
Une forme quadratique binaire q(x, y) = ax2 + bxy + cy2 est dite entière si les coefficients a, b et c sont des entiers relatifs. Il revient au même de dire que les valeurs représentées par q — c'est-à-dire les q(x, y) lorsque (x, y) parcourt ℤ2 — sont toutes entières,. Une question classique est de décrire l'ensemble des entiers représentés par une forme donnée et, pour un tel entier, le nombre de ses représentations.
Une représentation primitive d'un entier est une représentation de la forme q(x, y) avec x et y premiers entre eux. Par exemple, a et c sont primitivement représentés par q, et toute représentation d'un nombre premier est primitive.
L'entier D = b2 – 4ac est appelé le discriminant de la forme,. Il est congru à 0 ou 1 modulo 4.
Deux formes entières sont dites équivalentes si elles sont dans la même orbite pour l'action naturelle du groupe linéaire GL(2, ℤ) des matrices 2×2 à coefficients entiers de déterminant égal à ±1, c'est-à-dire si l'une est la composée de l'autre par le changement de variables associé à une telle matrice. Le discriminant, l'ensemble des entiers représentés, et l'ensemble des entiers primitivement représentés, sont donc invariants par équivalence. Toute classe d'équivalence est la réunion d'une ou deux classes d'équivalence propre, définie de même en considérant l'action du sous-groupe spécial linéaire SL(2, ℤ) des matrices de déterminant égal à +1.

Un entier A est primitivement représenté par q si et seulement si q est équivalente à Ax2 + Bxy + Cy2 pour certains entiers B et C, qui peuvent alors être choisis tels que l'équivalence soit propre.
L'entier N est donc primitivement représenté par une forme de discriminant D (si et) seulement si D est un carré modulo 4N. La seconde propriété étant stable par diviseurs (c'est-à-dire vraie pour tout diviseur de N lorsqu'elle l'est pour N), il s'ensuit que la première aussi.
Pour tout entier D, le nombre de classes de D, c'est-à-dire le nombre de classes d'équivalence de formes quadratiques de discriminant D, est fini : on le démontre par réduction, en construisant pour chaque classe au moins un représentant appelé une forme réduite, dont les coefficients sont « les plus petits possibles » (en un sens adéquat).
La forme est dite dégénérée si D = 0, définie (positive ou négative, selon le signe de a et c) si D < 0 et indéfinie si D > 0 (ceci correspond à la classification des formes réelles associées). Lorsque D est un carré parfait, la forme est dite isotrope et elle représente 0 une infinité de fois. On exclut généralement de l'étude des formes indéfinies ce cas, qui est celui des formes quadratiques produits de deux formes linéaires à coefficients entiers.
L'une des découvertes les plus profondes de Gauss fut celle de l'existence d'une loi de composition naturelle sur l'ensemble des classes (d'équivalence propre) de formes quadratiques binaires de discriminant donné, et qui en fait un groupe abélien fini appelé le groupe des classes de discriminant D. Le groupe des classes d'un discriminant fondamental (en) D est isomorphe au groupe des classes au sens restreint (en) du corps quadratique ℚ(√D) de discriminant D. Ce dernier est le groupe des classes d'idéaux si D est négatif, mais peut être deux fois plus gros si D est positif.
Une forme q(x, y) = ax2 + bxy + cy2 est dite primitive si le PGCD(a, b, c) (qui est le PGCD de toutes les valeurs qu'elle représente) est égal à 1. C'est bien sûr le cas si son discriminant D est sans facteur carré ou si q représente un entier premier avec D, mais aussi si D est un discriminant fondamental.
Gauss étudia aussi une relation d'équivalence moins fine, qui partitionne le groupe des classes en genres (en).